# Юн Ён Сон
Юн Ён Сон (кор. 윤영선, 4 октября 1988, Республика Корея) — южнокорейский футболист, защитник клуба «Ульсан Хёндэ».

## Карьера
На юношеском уровне играл за команду университета Данкук, после чего стал выступать за клуб «Соннам». На взрослом уровне дебютировал в 2010 году за этот же клуб в матче Лиги чемпионов АФК против австралийского «Мельбурн Виктори» (2:0), забив второй гол своей команды. В итоге Юн помог команде выиграть этот международный трофей, а в следующем году выиграл с клубом Кубок Южной Кореи.
В 2016 году Юн попал под военный призыв и стал выступать за «Санджу Санму», отыграв за армейскую команду 23 матча в национальном чемпионате. 3 апреля 2018 года закончил военную службу и вернулся к своей прежней команде.
В составе сборной был участником чемпионата мира 2018 года в России.

## Достижения
«Соннам»
- Обладатель Кубка Лиги чемпионов АФК (1): 2010
- Обладатель Кубка Южной Кореи (1): 2011

 Сборная Южной Кореи
- Обладатель Кубка Восточной Азии (1): 2017